# Батарея №330
Батарея № 330 (объект «Буря») — береговое оборонное сооружение на мысе Фиолент, построенное в 1946-1952 году для прикрытия главной базы Черноморского флота.

## История
После освобождения Севастополя от немецко-румынских войск в 1944 году были начаты работы по восстановлению береговой обороны. Командующий береговой обороной генерал-майор П. А. Моргунов убедил командование в необходимости возведения на мысе Фиолент новой 180-мм 4-орудийной башенной батареи, для прикрытия с юго-западного направления дальних подступов к главной базе Черноморского флота. Проектное задание было разработано инженером-майором Балицким. 10 октября 1944 года формуляр позиции был согласован в Военном Совете Черноморского флота. По заданию восьмого отдела Инженерного управления военно-морского флота от 19 февраля 1945 года был разработан проект, за основу которого использовался типовой проект Центрального проектного бюро 1941 года для автономного орудийного блока (АОБ) «ТО-110 (р)». Также были произведены расчеты компрессорной и силовой установок, вентиляции и отопления. 25 сентября 1946 года было начато строительство, за которым следил Петр Алексеевич Моргунов. На строительство было потрачено 16,5 миллионов рублей.

## Описание
В состав комплекса 180-мм береговой батареи № 330 входили:
- Огневая позиция
- Командный пункт
- Боковой наблюдательный пункт № 1
- Боковой наблюдательный пункт № 2
- Боковой наблюдательный пункт № 3
- Прожекторный пост № 1
- Прожекторный пост № 2

Части комплекса находились друг от друга на существенном расстоянии.
Огневая полузакрытая позиция была расположена на возвышенности, в отроге балки Бермана на расстоянии двух километров к северу от мыса Фиолент и была оснащена двумя двухорудийными башенными установками МБ-2-180, которые находились на расстоянии 364,8 метра друг от друга. Башни были рассчитаны на 408 снарядов бронебойного и осколочно-фугасного типа весом 97 килограмм и 840 пороховых полузарядов каждая. Непоражаемое пространство огневой позиции составляло около 7 километров, директриса стрельбы — 270 градусов, дальность стрельбы — 38 километров.
Вокруг гнёзд орудийных башен были построены двухэтажные строения. На первом этаже располагались  аккумуляторный отсек и зарядные погреба. На втором этаже располагались снарядный погреб; силовая станция; десятиместный кубрик личного состава; хранилище топлива, состоящее из двух емкостей объемом две тысячи литров, а также и расходный бак объемом 220 литров, дававший возможность генератору непрерывно работать в течение шести суток; баллоны воздуха высокого давления;  вентиляторная и входные сквозники с тамбуром. Сзади блоков в заглубленных пристройках располагались трансформаторная электроподстанция, котельная и гальюн. Дизель-генератор постоянного тока производства Великобритании «Ruston and Gornsby» мощностью 90 кВт и напряжением 220 вольт обеспечивал возможность автономной работы батареи. Артезианская скважина и подземный резервуар объемом 50 кубических метров обеспечивали блок водой.
Командный пункт был расположен на оконечности мыса Фиолент на расстоянии 1648 метров от центра батареи и построен на месте бывшей четырёхорудийной 152-мм батареи № 18, материалы которой использовались для строительства командного пункта. Акт на строительство командного пункта был подписан 9 ноября 1945 года.
Боковые наблюдательные пункты в количестве трёх единиц располагались в районе Языковой балки, на бывшем правом командном пункте батареи №35, на вершине горы Кая-Баш в Балаклаве, где ранее находилась батарея №21. Также были оборудованы два прожекторных поста - в 2,5 километрах к северо-западу от мыса Фиолент и в 500 метрах на запад от Георгиевского монастыря.
Также на батарее использовались теплопеленгаторы и два стереодальномера ДМС-8б с базой в 8 метров.
Для военных, входящих в штат батареи был выстроен военный городок, который также со стороны Камышовой бухты выполнял маскирующую функцию. Для скрытия огневой позиции были высажены деревья и отсыпан грунтовый бруствер. На сооружениях при помощи легкосъемных каркасов крепились маскировочные сети. Штат батареи  №330 состоял из 12 офицеров, 73 мичманов, 184 рядовых.
17 ноября 1951 года батарея № 330 была преобразована в 330-й отдельный артиллерийский башенный дивизион.
В 1996 году 330-й отдельный артиллерийский башенный дивизион отошел Украине.
В 2001 году огневая позиция была демонтирована, а орудийные стволы и башенная броня были сданы на металлолом. Командный пункт сохранился и используется Министерством обороны Российской Федерации.